# Pyromorphit
Pyromorphit (auch Grünbleierz, Braunbleierz oder Polychrom) ist ein häufig vorkommendes Mineral aus der Mineralklasse der „Phosphate, Arsenate und Vanadate“. Es kristallisiert im hexagonalen Kristallsystem mit der Zusammensetzung Pb5[Cl|(PO4)3], ist also chemisch gesehen ein Bleiphosphat mit Chlor als zusätzlichem Anion.
Pyromorphit ist durchsichtig bis durchscheinend und entwickelt überwiegend lange, prismatische bis tafelige oder pyramidale Kristalle, aber auch radialstrahlige, traubige, nadelige oder erdige bis massige Aggregate. Das Mineral kommt in verschiedenen Farben vor, vorherrschend sind allerdings Grün-, Braun- und Gelbtöne. Seine Strichfarbe ist dagegen immer weiß. Auf den Flächen der Kristalle zeigt sich ein fett- bis diamantähnlicher Glanz.

## Etymologie und Geschichte

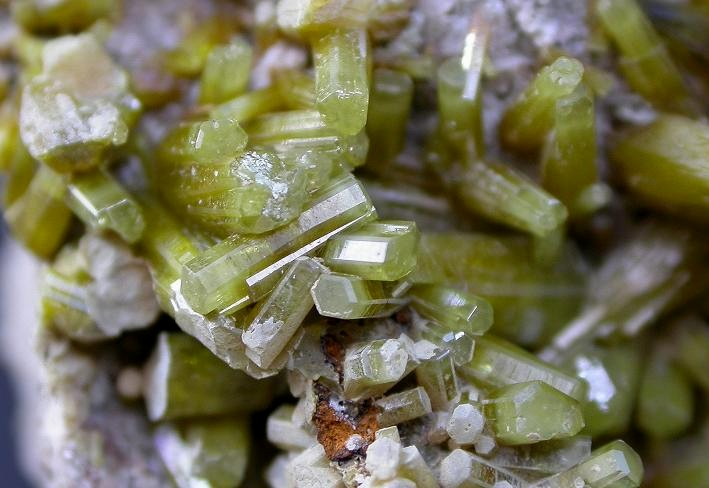
Pyromorphit aus der Typlokalität Grube „Heilige Dreifaltigkeit“ (Großaufnahme: Sichtfeld 12 mm)

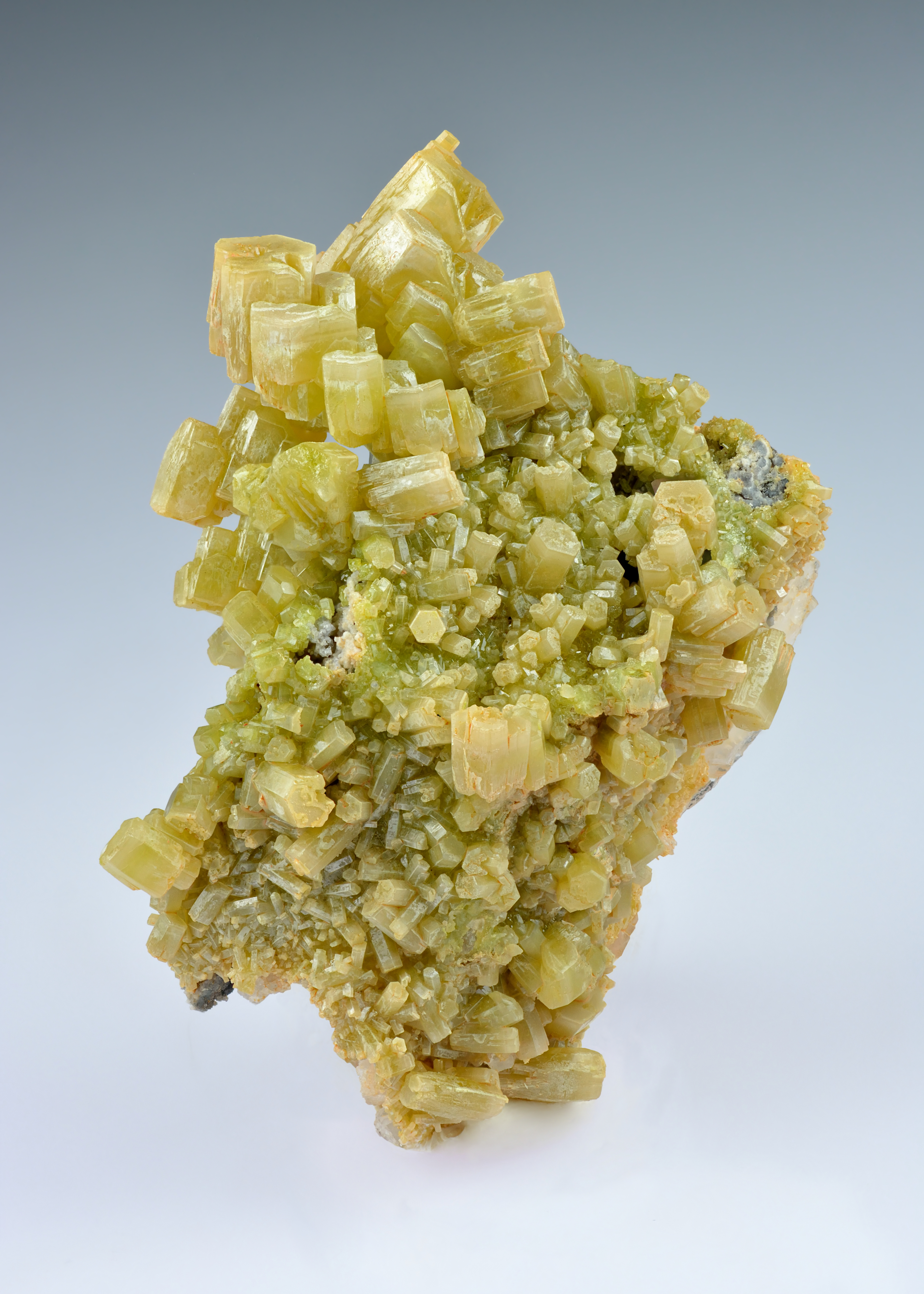
Pyromorphit aus Resuperferolitica Mine, Córdoba

Erst etwa seit dem Ende des 17. Jahrhunderts ist das Mineral nachweislich bekannt und wird unter anderem 1693 von Johann Martin Michaelis im Katalog der Mineralsammlung des 1692 verstorbenen Johann Jacob Spener als „Grün-Bley-Ertz von der Tschopa“ (Grünbleierz oder lateinisch minera saturni viridis bzw. minera plumbi viridis) beschrieben. Die Grube „Heilige Dreifaltigkeit“ bei Zschopau im Süden Sachsens gilt daher als Typlokalität des Minerals.
Erstmals wissenschaftlich beschrieben wurde dieses als „Plumbum arsenico mineralisatum, minera solida & crystallisata viridi“ bezeichnete Bleierz 1747 vom schwedischen Chemiker und Mineralogen Johan Gottschalk Wallerius in seinem Werk Mineralogia, eller Mineralriket, wobei das angenommene, aber im Pyromorphit nicht enthaltene Arsen nur eine Vermutung aufgrund der Farbe oder eine Fehlanalyse des verwandten Mimetesit gewesen sein kann. In der überarbeiteten Auflage von 1778 seines Mineralsystems wurde diese Annahme sowie auch die des möglichen Schwefelgehaltes korrigiert.
Eine korrekte Analyse des Materials aus der Grube „Heilige Dreifaltigkeit“ bei Zschopau gelang schließlich 1784/85 Martin Heinrich Klaproth, der feststellte, dass es sich um ein Bleisalz der Phosphorsäure handelt. Er konnte auch nachweisen, dass verschiedene Farbvarietäten wie das zeisiggrüne Bleierz der Grube „Heilige Dreifaltigkeit“ (Zschopau), das grasgrüne Bleierz aus Hofsgrund (Hoffsgrund, heute Oberried bei Freiburg), das Braun-Bleierz aus Huelgoet (Huelgoat, Bretagne), das gelbe Bleierz aus Wanlockhead (Schottland) und ein grauweißes Bleierz mit unbekanntem Fundort bis auf geringe Toleranzen annähernd die gleiche Zusammensetzung haben.
Seinen heute gültigen Namen Pyromorphit erhielt das Mineral 1809 von Friedrich Hausmann nach den altgriechischen Worten πῦρ [pûr] „Feuer“ und μορφή [morpʰē] „Form“ (dessen Etymologie unklar ist). Der Name nimmt Bezug auf die seltsame Eigenschaft von Pyromorphit, vor dem Lötrohr zu kleinen Kügelchen zu schmelzen, die anschließend zu einer kristallinen Polyeder-Form kristallisieren. Allerdings fand dieser Name erst mit der Verwendung durch James Dwight Dana in dessen Systematik ab 1837 Anerkennung und Verbreitung.

## Klassifikation
In der mittlerweile veralteten, aber noch gebräuchlichen 8. Auflage der Mineralsystematik nach Strunz gehörte der Pyromorphit zur Mineralklasse der „Phopsphate, Arsenate und Vanadate“ und dort zur Abteilung der „Wasserfreien Phosphate mit fremden Anionen“, wo er zusammen mit den Mineralen der Apatitgruppe als Namensgeber die eigenständige „Apatit-Pyromorphit-Gruppe“ mit den weiteren Mitgliedern Belovit-(Ce), Belovit-(La), Fermorit, Fluorcaphit, Hedyphan, Johnbaumit, Klinomimetesit, Kuannersuit-(Ce), Mimetesit, Morelandit, Svabit, Turneaureit und Vanadinit bildete.
Die seit 2001 gültige und von der International Mineralogical Association (IMA) verwendete 9. Auflage der Strunz’schen Mineralsystematik ordnet den Pyromorphit ebenfalls in die Klasse der „Phopsphate, Arsenate und Vanadate“ und dort in die Abteilung der „Phosphate usw. mit zusätzlichen Anionen; ohne H2O“ ein. Diese Abteilung ist allerdings weiter unterteilt nach der Größe der beteiligten Kationen und dem Stoffmengenverhältnis der weiteren Anionen zum Phosphat (Arsenat-, Vanadat-)-Komplex, so dass das Mineral entsprechend seiner Zusammensetzung in der Unterabteilung „Mit ausschließlich großen Kationen; (OH usw.) : RO4 = 0,33 : 1“ zu finden ist, wo es ebenfalls Namensgeber der „Apatit-Pyromorphit-Gruppe“ mit der System-Nr. 8.BN.05 und den weiteren Mitgliedern Alforsit, Belovit-(Ce), Belovit-(La), Klinomimetesit, Deloneit-(Ce), Fermorit, Fluorcaphit, Hedyphan, Hydroxylpyromorphit, Johnbaumit, Kuannersuit-(Ce), Mimetesit, Morelandit, Phosphohedyphan, Svabit, Turneaureit und Vanadinit ist.
Auch die Systematik der Minerale nach Dana ordnet den Pyromorphit in die Klasse der „Phopsphate, Arsenate und Vanadate“ und dort in die Abteilung der „Wasserfreien Phosphate etc., mit Hydroxyl oder Halogen“. Hier ist er einziger Namensgeber der „Pyromorphitgruppe“ mit der System-Nr. 41.08.04 und den weiteren Mitgliedern Mimetesit, Vanadinit und Hydroxylpyromorphit innerhalb der Unterabteilung der „Wasserfreien Phosphate etc., mit Hydroxyl oder Halogen und der allgemeinen Zusammensetzung (A)5(XO4)3Zq“.

## Chemismus
Pyromorphit besteht entsprechend seiner idealen Zusammensetzung Pb5[Cl|(PO4)3] aus 76,38 % Blei (Pb2+), 2,61 % Chlor (Cl), 6,85 % Phosphor (P) und 14,15 % Sauerstoff (O). In natürlichen Pyromorphiten kann das Blei allerdings teilweise durch Calcium (Ca2+) sowie das Phosphor (P5+) teilweise durch Arsen (As5+) diadoch ersetzt (substituiert) sein.

## Kristallstruktur
Pyromorphit kristallisiert isotyp mit Apatit im hexagonalen Kristallsystem in der Raumgruppe P63/m (Raumgruppen-Nr. 176) mit den Gitterparametern a = 9,98 Å und c = 7,35 Å sowie 2 Formeleinheiten pro Elementarzelle.

## Varietäten

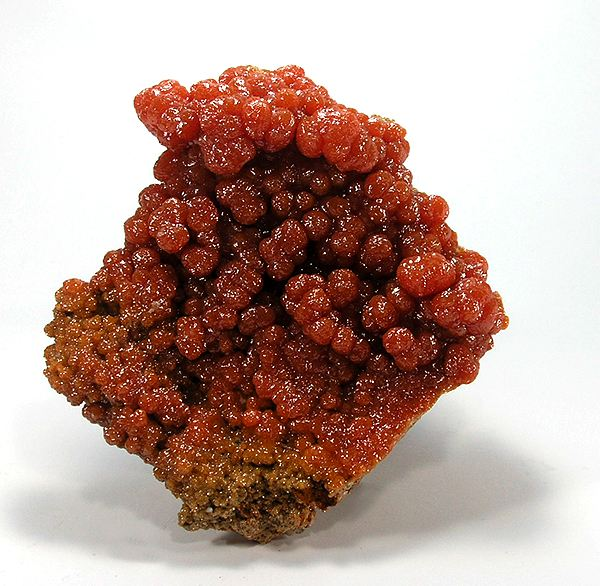
Rötlicher Pyromorphit mit traubig-nierigem Habitus aus der „Bunker Hill Mine“, Coeur d’Alene, Idaho

Blaubleierz ist eine spezielle Pseudomorphose von Galenit nach Pyromorphit.
Weitere Varietäten sind Collieit, das etwa 4,1 % Vanadiumoxid enthält, der Arsenat-haltige Nussièrit sowie Calcium- und Germanat-haltige Pyromorphite.
Calciumreiche Varietäten werden auch als Ca-Pyromorphit oder Polysphärit bzw. Polysphaerit bezeichnet.

## Bildung und Fundorte

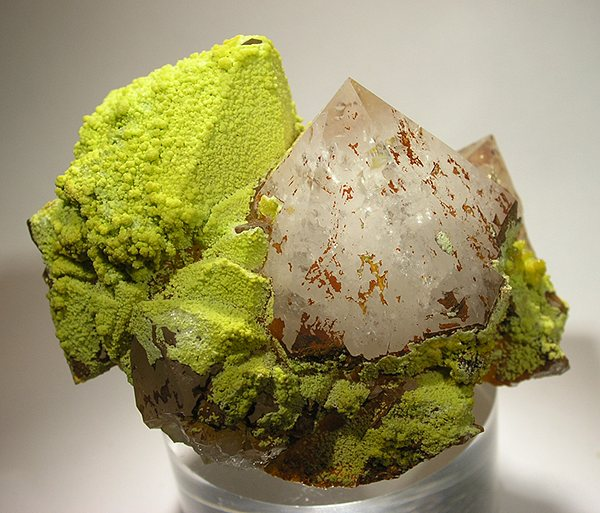
Quarz von gelbgrünem Pyromorphit überwachsen aus der „Dry Gill Mine“, Caldbeck Fells, Cumberland (England)

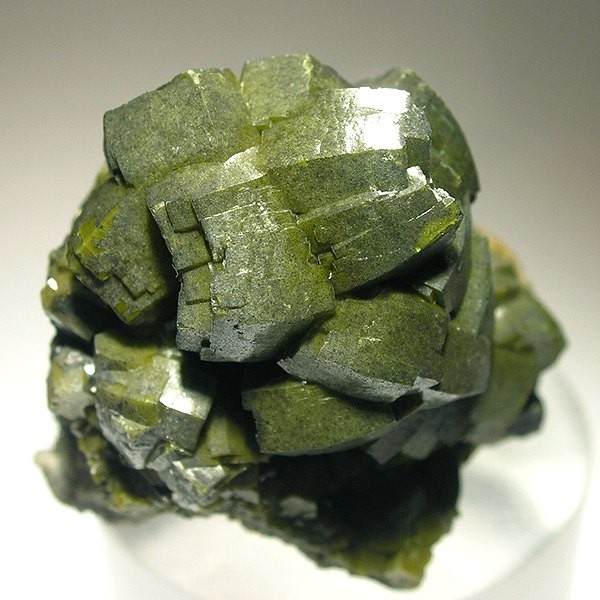
Pyromorphit aus der Mercur Mine, Bad Ems (Emser Tönnchen, Größe: 3,5 cm × 2,9 cm × 2,6 cm)

Pyromorphit kommt im Allgemeinen im oberflächennahen Bereich von Bleilagerstätten vor. Hier entsteht er sekundär als Verwitterungsprodukt bleihaltiger Mineralien in Verbindung mit wässrigen Lösungen, die das Phosphat enthalten. Begleitet wird er oft von Galenit, Cerussit, Mimetesit, Baryt, Limonit, Vanadinit und Descloizit.
Als häufige Mineralbildung ist Pyromorphit an vielen Orten anzutreffen, wobei weltweit bisher rund 1400 Fundorte (Stand 2012) bekannt sind. Bedeutende Lagerstätten in Deutschland waren oder sind unter anderem die Gruben Friedrichssegen bei Lahnstein, Rosenberg und Pfingstwiese bei Bad Ems im Rheinland-Pfälzer Lahntal sowie Schauinsland und Silbergründle (Seebach (Baden)) im Schwarzwald in Baden-Württemberg. Die prismatischen Kristalle mit gekrümmten Prismenflächen, die bei Bad Ems gefunden wurden, werden wegen ihres Habitus auch als Emser Tönnchen bezeichnet. Daneben trat das Mineral aber noch an vielen weiteren Fundorten in Baden-Württemberg und Rheinland-Pfalz sowie in Bayern, Hessen, Niedersachsen, Nordrhein-Westfalen, Saarland, Sachsen-Anhalt, Sachsen und Thüringen auf.
In Österreich fand sich Pyromorphit bisher vor allem in Kärnten (Friesach, Hüttenberg) und der Steiermark (Fischbacher Alpen, Weiz), aber auch an einigen Fundpunkten in Niederösterreich, Salzburg und Tirol.
In der Schweiz wurde das Mineral bisher nur in der Bleigrube am Chammegg im Haslital im Kanton Bern sowie am Torrent de St.-Barthélemy bei Evionnaz und bei Bagnes im Kanton Wallis gefunden.
Weitere Fundorte liegen unter anderem in Afghanistan, Argentinien, Australien, Belgien, Bolivien, Brasilien, Bulgarien, Burundi, Chile, China, Ecuador, Frankreich, Griechenland, Iran, Irland, Isle of Man, Italien, Japan, Kanada, Kasachstan, der Demokratischen Republik Kongo und der Republik Kongo (Brazzaville), Nord- und Südkorea, Madagaskar, Malawi, Marokko, Mexiko, Namibia, Neukaledonien, Neuseeland, Polen, Portugal, Rumänien, Russland, Sambia, Schweden, im Senegal, Simbabwe, in der Slowakei, Spanien, Südafrika, Thailand, Tschechien, Tunesien, Ungarn, im Vereinigten Königreich (Großbritannien) sowie in mehreren Bundesstaaten der USA.

## Verwendung
Pyromorphit dient bei örtlicher Anreicherung zusammen mit anderen Bleimineralen als Rohstoff zur Gewinnung von Blei.